# Communauté rurale de Ndiagne
La communauté rurale de Ndiagne est une ancienne communauté rurale du Sénégal située au nord-ouest du pays. 
Elle faisait partie de l'arrondissement de Coki, du département de Louga et de la région de Louga.
En 2011 une scission de la communauté rurale de Ndiagne conduit à la création de la commune de Ndiagne et à la création de la communauté rurale de Guet Ardo. 